# Güzin Dino

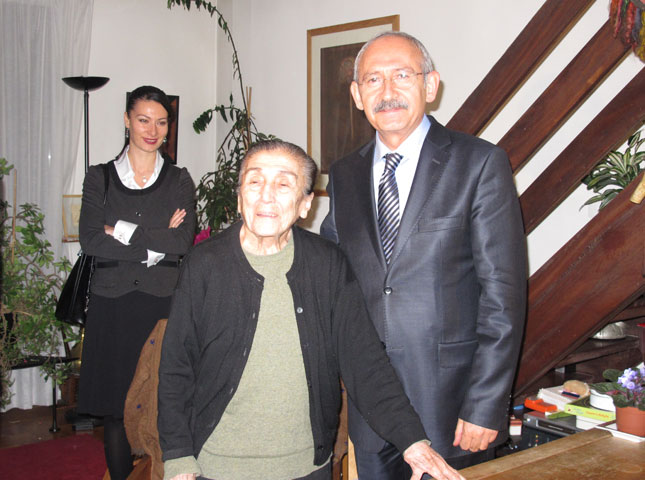
Güzin Dino (2011)

Güzin Dino (* 1910 in Istanbul; † 30. Mai 2013 in Paris) war eine türkische Linguistin, Literaturwissenschaftlerin, Übersetzerin und Schriftstellerin. Sie war mit dem türkischen Künstler Abidin Dino verheiratet.

## Leben
Dino kam 1910 als Tochter des Direktors der osmanischen Bank Asım Dikel und dessen Ehefrau Ferdiye Hanım in Istanbul zur Welt. Ihr Großvater war der Journalist und Poet Kemalpaşazade Lastik Sait Bey. Die wohlhabende Familie konnte der Tochter eine gute Ausbildung finanzieren. Nach dem Besuch der französischsprachigen Privatschule Lycée Notre Dame de Sion Istanbul besuchte Dino die Istanbul Üniversitesi und schloss ein Studium der Literaturwissenschaften und der französischen Sprache ab. Anschließend arbeitete sie als Assistentin des deutschen Romanisten und Literaturwissenschaftlers Erich Auerbach, der in den 1930er- und 1940er-Jahren in Istanbul europäische Literatur lehrte, nachdem er 1935 als Jude von den Nationalsozialisten als Professor für romanische Philologie an der Universität Marburg suspendiert worden war.
Anfang der 1940er-Jahre lernte sie den Maler Abidin Dino kennen. Als der 1941 aufgrund seiner Zugehörigkeit zur kommunistischen Partei der Türkei in die Verbannung nach Adana geschickt wurde, begleitete sei ihn und heiratete ihn dort 1943. Güzin Dino lehrte Französisch an einer weiterführenden Schule in Adana. 1946 absolvierte sie die nötigen Examina und wurde Associate Professorin an der Universität Ankara. Abidin Dino verließ die Türkei 1952, ließ sich in Paris nieder und richtete sich in der französischen Hauptstadt ein Atelier ein. Güzin folgte ihm 1954 und forschte am Centre national de la recherche scientifique zum Einfluss der französischen Sprache auf das Osmanische.
Schnell wurde das neue Zuhause der Dinos zum Treffpunkt von Künstlern und Schriftstellern aus der Türkei. Das Paar war in ein Atelier über Max Ernsts Wohnung am Saint-Michel gezogen und wohnte später in einer kleinen Wohnung in der Pariser Rue de L’Eure. Sowohl französische Freunde wie auch die Landsleute Nâzım Hikmet, Yaşar Kemal und Ahmet Hamdi Tanpinar trafen sich häufig bei den Dinos. Diese halfen aber auch jungen Künstlern und Studenten in Paris und machten sie mit anderen Künstlern bekannt.
1968 promovierte Güzin Dino zur Entwicklung des türkischen Romans. Anschließend unterrichtete sie bis 1975 türkische Sprache und Literatur am Pariser Institut für orientalische Sprachen. Dort veröffentlichte sie auch eine Anthologie zeitgenössischer türkischer Dichtung. Zwischen 1975 und 1990 arbeitete sie für Radio France Internationale und war dort für die türkischsprachigen Sendungen zuständig.
Im Mai 2013 wurde Güzin Dino in ein Krankenhaus eingeliefert, weil sie mehrfach gestürzt war. Sie starb am 30. Mai 2013 im Alter von 102 Jahren und wurde auf dem Friedhof in Thiais bestattet.

## Werke

### Als Autorin
- Recaî-zade Ekrem'in Araba Sevdası Romanında Gerçekçilik. Osman Yalçın Matbaası, Istanbul 1951
- "Araba Sevdasi" Kurulusu hakkinda bir deneme. Türk tarih kurumu basmevi, Ankara 1951
- Tanzimattan sonra edebiyatta gerçekçiliğe doğru: Birinci Kısım. Türk tarih kurumu basimevi, Ankara 1954
- Namik Kemal et la naissance du roman turc au XIX. siècle. Sorbonne, Paris 1969
- La Genèse du roman turc au XIX. siècle. Publications orientalistes de France, Paris 1973
- Türk romanının doğuşu. Cem Yayınevi, Istanbul 1978
- Sensiz Her Şey Renksiz. Mektuplar 1952–1973. Can Yayınları, Istanbul 2007
- Gel zaman, git zaman : anılar. Can Yayınları, Istanbul 2010

### Als Übersetzerin oder Herausgeberin
- Yaşar Kemal: Mèmed le Mince. Del Duca (Biarritz) Paris 1961, dann Gallimard, Paris 1978
- Yaşar Kemal: Le Pilier. Paris, Gallimard, Paris 1977
- Mahmut Makal: Un village anatolien.  Plon, Paris 1971, dann CNRS Editions, Paris 2010
- Nâzım Hikmet: Un étrange voyage. Poèmes épiques, poèmes lyriques. 1980
- mit Michèle Aquien, Pierre Chuvin: Entre les murailles et la mer: trente-deux poètes turcs contemporains. François Maspero Paris 1982;
- Yaşar Kemal: Visages pile ou face. Fata Morgana, Saint-Clément 1992
- Nâzim Hikmet: Il neige dans la nuit et autres poèmes. 1999
- Michèle Aquien, Pierre Chuvin, Elif Deniz:  J'ai vu la mer: anthologie de poésie turque contemporaine. Bleu autour,  Saint-Pourçain-sur-Sioule 2009